# Giorgio Rubino
Giorgio Rubino (Roma, Italia, 15 de abril de 1986) es un atleta italiano, especialista en la prueba de 20 km marcha, con la que llegó a ser medallista de bronce mundial en 2009.

## Carrera deportiva
En el Mundial de Berlín 2009 gana la medalla de bronce en los 20 km marcha, con un tiempo de 1:19.50, tras el chino Wang Hao y el mexicano Éder Sánchez.